# Siloam Springs
Siloam Springs ist eine Stadt im Benton County im US-amerikanischen Bundesstaat Arkansas mit 13.200 Einwohnern (Stand: 2004). Das Stadtgebiet hat eine Größe von 27,4 km². Sitz der privaten, 1919 gegründeten John Brown University.

## Sehenswürdigkeiten
- Siloam Springs Museum

## Söhne und Töchter der Stadt
- Les „Carrot Top“ Anderson (1921–2001), Country-Musiker